# Cupramontana
Cupramontana là một đô thị ở tỉnh Ancona trong vùng Marche, nằm cách 35 km về phía tây nam của Ancona. Tại thời điểm ngày 31 tháng 12 năm 2004, đô thị này có dân số 4.859 và diện tích là 26,9 km².
Đô thị Cupramontana có các frazione (đơn vị trực thuộc) Poggio Cupro.
Cupramontana giáp các đô thị sau: Apiro, Maiolati Spontini, Mergo, Monte Roberto, Rosora, San Paolo di Jesi, Serra San Quirico, Staffolo.